# وایکینگ‌ها (فصل ۴)
فصل چهارم از مجموعهٔ تلویزیونی درام تاریخی وایکینگ‌ها که اولین بار در تاریخ ۱۸ فوریه، ۲۰۱۶ از شبکه هیستوری در کانادا پخش شد. این فصل شامل دو بخش است که جمعاً به ۲۰ قسمت تقسیم می‌شود و هر بخش متشکل از ۱۰ قسمت است؛ نیمه دوم از ۳۰ نوامبر ۲۰۱۶، تا ۱ فوریه ۲۰۱۷ پخش گردید.